# Президентские выборы в Джибути (2021)
Президентские выборы в Джибути прошли 9 апреля 2021 года. Президент с 1999 года Исмаил Омар Гелле был переизбран на пятый пятилетний срок, получив более 97% голосов. Оппозиция бойкотировала выборы.

## Избирательная система
Президент Джибути избирается на выборах, проходящих в два тура. В 2010 году были внесены поправки к Конституции, по которым президентский срок уменьшился с 6 до 5 лет, но при этом были сняты ограничения на количество сроков, которые президент может быть у власти.

## Предвыборная обстановка
Президент Исмаил Омар Гелле, находящийся у власти с 1999 года, был переизбран на выборах 2016 года на четвёртый срок в 1-м туре голосования, которое бойкотировалось частью оппозиции. 
Обладая хорошими экономическими и дипломатическими достижениями, Гелле в 2020 году сосредоточил деятельность правительства на социальных сферах в контексте населения, ослабленного последствиями пандемии COVID-19 для экономики.

## Результаты
| Кандидат                                                                | Партия                                      | Голоса  | %     |
| ----------------------------------------------------------------------- | ------------------------------------------- | ------- | ----- |
| Исмаил Омар Гелле                                                       | Народное движение за прогресс               | 155 291 | 97,30 |
| Закария Исмаэль Фарах                                                   | Движение за развитие и баланс нации Джибути | 4314    | 2,70  |
| Всего                                                                   | Всего                                       | 159 605 | 100   |
| Действительных бюллетеней                                               | Действительных бюллетеней                   | 159 605 | 96,81 |
| Недействительных/пустых бюллетеней                                      | Недействительных/пустых бюллетеней          | 5261    | 3,19  |
| Всего голосов                                                           | Всего голосов                               | 164 866 | 100   |
| Зарегистрированных избирателей/Явка                                     | Зарегистрированных избирателей/Явка         | 215 687 | 76,44 |
| Источник: La Nation Архивная копия от 21 апреля 2021 на Wayback Machine |                                             |         |       |